# Damshäuser Kuppen
Die Damshäuser Kuppen sind ein am Rimberg bis 497,1 m ü. NN hoher Naturraum im Landkreis Marburg-Biedenkopf, Mittelhessen. Sie stellen den äußersten Nordost-Ausläufer des noch zum naturräumlichen Westerwald gezählten Gladenbacher Berglandes dar, dem im Norden der das Rothaargebirge nach Osten abdachende Ostsauerländer Gebirgsrand, Süderbergland, sowie im Nordosten der Burgwald und im Osten der Marburger Rücken, beide Westhessisches Bergland, gegenüberstehen.

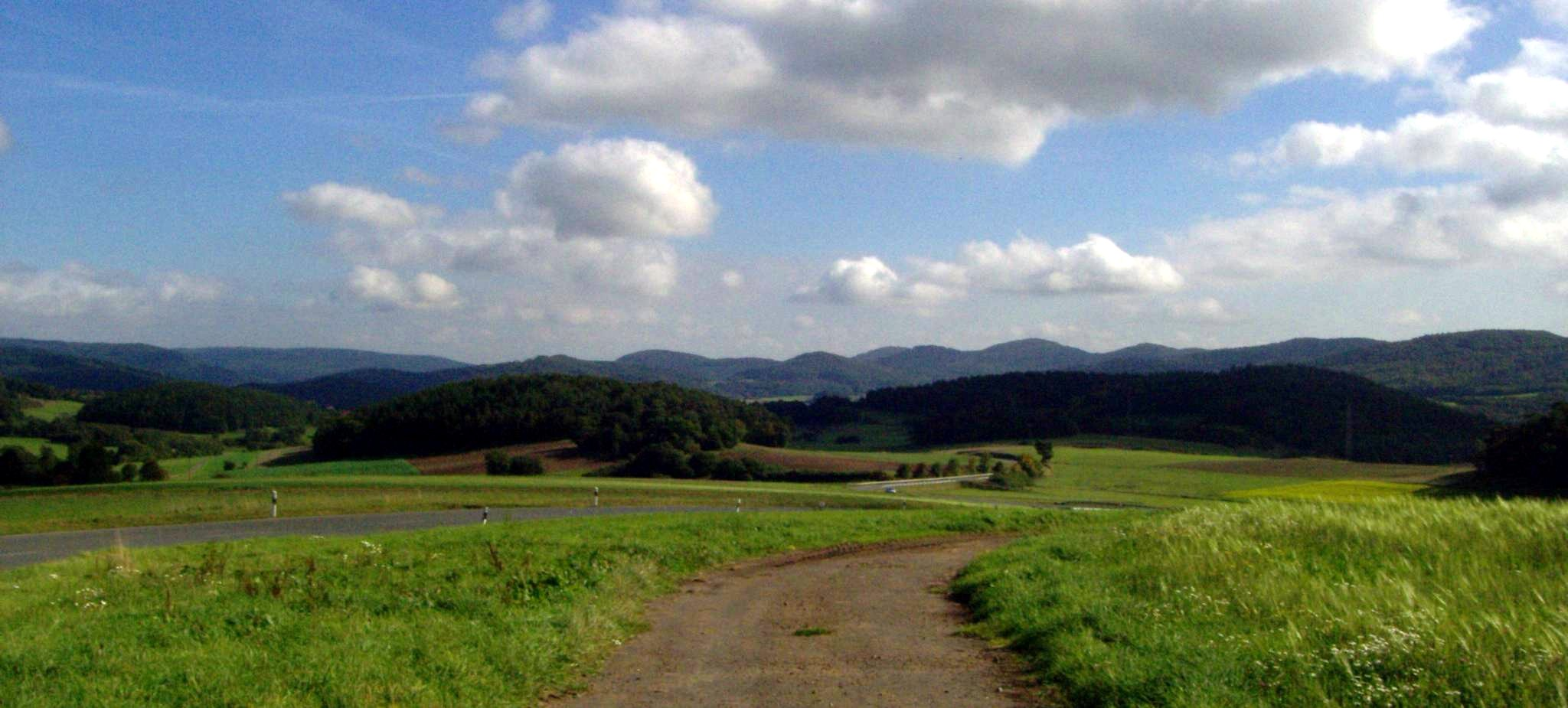
Blick von Silberg auf die Damshäuser Kuppen mit dem hohen Rimberg (mittig, teils verdeckt) im äußersten Nordosten des Gladenbacher Berglandes. Der breite, etwa hohe Wollenberg (links) liegt bereits links (= nördlich) der Lahn.

## Lage und Orte
Die Damshäuser Kuppen liegen, innerhalb des mittelhessischen Landkreises Marburg-Biedenkopf, in den Gemeindegebieten von Dautphetal (Nordwesten), Gladenbach (Südwesten), Weimar (Südosten), Marburg (Osten) und Lahntal (Nordosten). Insofern liegen sie insbesondere im Grenzgebiet zwischen dem Hessischen Hinterland (Altkreis Biedenkopf) und dem „Marburger Land“ (Altkreis Marburg). Dieser Grenze entspricht weitgehend, aber mit einer Ausnahme (Weitershausen, s. u.) auch der Ostgrenze des hinterländischen Naturparks Lahn-Dill-Bergland.

### Orte im Inneren
Mit ihrer kompletten Gemarkung in den Kuppen liegen nur Damshausen (Dautphetal) nördlich zentral, Diedenshausen (Gladenbach) zentral, Weitershausen (Gladenbach) südöstlich zentral und Nesselbrunn (Weimar) im Südosten am Lauf der Ohe sowie Dilschhausen (Marburg) im Osten am Waltersbach. Die zusammenhängende Rodung um diese fünf Orte herum hat die Form eines nach Nordnordosten offenen Hufeisens, das durch die Alte Kirch (373,8 m) unmittelbar nordnordöstlich Weitershauses geschlossen wird und nur durch die inselartige Hardt (396,5 m) zwischen Diedens- und Damshausen unterbrochen wird. Orographisch gesehen liegt auch die Alte Kirch zwischen Waltersbach und Ohe in dieser Hochmulde und ihre Bewaldung ist insofern ebenfalls inselartig, als das Tal des Waltersbachs dort über einen schmalen Bereich gerodet ist – wenngleich über einen deutlich schmaleren Bereich als das auch insgesamt tiefere und breitere Tal der Ohe zwischen Dams- und Diedenshausen, über das auch die Kreisstraße nach Friedensdorf führt.
In den fünf Dörfern der inklusive Alter Kirch knapp 13 km² einnehmenden „Weitershäuser Mulde“ leben insgesamt nur knapp 900 Menschen, davon knapp 300 in Weitershausen und unter 100 in Nesselbrunn.

### West- und Nordrand (Täler von Dautphe und Lahn)
Im Bereich des Oberen Lahntals liegen im Westen, am Tal der Dautphe, unmittelbar außerhalb am Rand (von Süd nach Nord) die Dautphetaler Ortschaften Holzhausen, Herzhausen, Mornshausen und Friedensdorf, wobei Herzhausen und Friedensdorf bereits etwas oberhalb und unmittelbar am Rand liegen. Im Lahntal im Norden liegen (von West nach Ost) Allendorf, Buchenau und Elmshausen in der Gemeinde Dautphetal sowie Kernbach und Caldern in Lahntal, von denen Allendorf bereits deutlich erhöht am Kuppenrand liegt, während Buchenau eigentlich links (nördlich) der Lahn liegt, mit seiner Gemarkung jedoch in die Kuppen bis an den Hohenfels-Gipfel reicht.

### Süd- und Ostrand (Allnatal und Elnhausen-Michelbacher Senke)
Das obere Allnatal im Süden ist ein randlicher Unternaturraum der Damshäuser Kuppen. Von West nach Ost liegen am Bach die Gladenbacher Ortschaften Runzhausen, Bellnhausen, Sinkershausen und Frohnhausen. Mit dem Ortsteil Friebertshausen hat der Bach bereits die Elnhausen-Michelbacher Senke erreicht. In dieser liegen (von Südost nach Ost) Weiershausen (Weimar) unmittelbar am Hang sowie Hermershausen (Mündung der Ohe in die Allna) und Elnhausen (Mündung des Waltersbachs ins Elnhauser Wasser), beide Stadt Marburg, in Randnähe. Zwischen Weiershausen und Hermershausen hat auch die Gemarkung von Allna (Weimar) Anteile am Naturraum (Südosthang des Donnerbergs), zwischen Elnhausen und Caldern im Nordosten hat die von Michelbach Anteile am Südosthang des Hungert.
In den vier Dörfern des hinter Frohnhausen deutlich verschlossenen, mit Nebentälern etwa 7 bis 8 km² einnehmenden oberen Allnatals leben mit gut 1400 Menschen deutlich mehr als in der ganz von den Kuppen eingeschlossenen Weitershäuser Mulde, davon allein um 640 in Runzhausen. Diese Dörfer sind allerdings auch jeweils nur etwa 3 km von der Gladenbacher Kernstadt entfernt.

### Hinterland- und Naturparkgrenze
Die hinterländischen Gemeinden Dautphetal und Gladenbach im Westen liegen, anders als Lahntal, Marburg und Weimar im Osten, im Naturpark Lahn-Dill-Bergland. Die Naturparkgrenze verläuft, beginnend im Norden, westlich um den Gipfel des Rückspiegels (337,6 m) herum, dann über den Gipfel des Roßbergs (um 445 m) und schließlich nördlich und östlich um den Gipfel des Rimbergs (497,1 m) herum. Knapp südlich des Rimbergs und jenseits der kleinen Straße Damshausen–Caldern tritt von Osten die Grenze zwischen Lahntal und Marburg heran und bald darauf folgt die Grenze der westlichen Bewaldungsgrenze der Marburger (Dilschhäuser) Berge Störner (um 411 m) und Bernhardt (386 m); hier tritt von Westen auch die Grenze zwischen Dautphetal und Gladenbach heran.
Der höhere Bereich der Alten Kirch (373,8 m) unmittelbar nordnordöstlich Weitershausens wird von Osten umkurvt, ostnordöstlich des Dorfes tritt von Osten die Grenze zwischen Marburg und Weimar heran, südöstlich desselben und nordwestlich von Nesselbrunn wird die Ohe gekreuzt. Weiter südlich wird das Massiv des Donnerbergs schließlich derart passiert, dass der Nordgipfel Allerberg (349,5 m) von Westen und der (südliche) Hauptgipfel Donnerberg (369,6 m) von Osten gerahmt wird, also noch im Naturpark liegt. Die Allna wird schließlich unmittelbar östlich Friebertshausens erreicht.
Da Weitershausen bis zur Gebietsreform von 1974 zum Landkreis Marburg gehörte, weicht die alte Ostgrenze des Hinterlandes um diesen Ort herum von der Naturparkgrenze ab. Die Alte Kirch lag gänzlich im Marburger Land und die alte Kreisgrenze kreuzte die Ohe bereits nordwestlich des Dorfes; die landwirtschaftlich genutzte Weitershäuser Bucht lag, vom kleinen Gebiet um Diedenshausen im Nordwesten herum abgesehen, komplett im Kreis Marburg.

## Benachbarte Naturräume
Zwischen Herzhausen und Runzhausen im südlichen Westen grenzten die Damshäuser Kuppen an der Bundesstraße 453 unmittelbar an die noch etwas höheren Bottenhorner Hochflächen mit dem nahen Daubhaus, die weiter nördlich durch das Tal der Dautphe als Teil des Oberen Lahntals abgetrennt sind. Nördlich des „eigentlichen“ Oberen Lahntals stehen die Sackpfeifen-Vorhöhen in der Ostabdachung der Sackpfeife den Kuppen gegenüber, in denen sich ihre geologische Struktur fortsetzt – allerdings bei anderer Geomorphologie.
Das obere Allnatal geht nach Süden in den Naturraum Salzbödetal über, der besser mit Salzböde-Hügelland beschrieben wäre, da er bereits die Erhebungen auf der Wasserscheide zwischen Allna und Salzböde enthält und sich auch ansonsten nicht auf reine Talregionen beschränkt. Östlich der die Kuppen nach Osten bis Südosten rahmenden Elnhausen-Michelbacher Senke liegt der Marburger Rücken, mit dessen Buntsandstein das Rheinische Schiefergebirge (das Gladenbacher Bergland gehört zum naturräumlichen Westerwald) verlassen und das Westhessische Bergland eingeleitet wird.

## Flüsse
Von wenigen kurzen Bächen abgesehen, die direkt nach Norden in die Lahn oder nach Westen in die Dautphe entwässern, entsprechen die Damshäuser Kuppen ziemlich genau dem Einzugsgebiet des Oberlaufes der Allna und ihres linken (=nördlichen) Nebenflusses Ohe, wobei die Ohe das Gebiet der Kuppen zentral von Nordwest nach Südost durchfließt, die Allna seinen Süden. Nördlich der Ohe entspringt der Waltersbach, der – bereits außerhalb der Kuppen – dem Ohe-Nebenfluss Elnhauser Wasser zufließt.

## Topographischer Verlauf
Die Damshäuser Kuppen haben ihren Höhenschwerpunkt im Norden und im Nordwesten. Während der zentral nördliche Rimberg eine fast völlig eigenständige Kuppe darstellt, handelt es sich bei der sich westlich anschließenden, 493,5 m hohen Kappe eher um eine von mehreren Kuppen, die einen Bergrücken in Nordost-Südwest-Richtung bedecken. Ähnlich sieht es bei den weiter westlich folgenden Kuppen, bis hin zum etwa 451 m hohen Hornberg aus.
Nach Süden hin – im Westen beispielsweise über den etwa 473 m hohen Schweinskopf und den 456,7 m hohen Dusenberg (beide nahe Herzhausen) – weichen die Berge immer weiter von der Kegelform ab.
Markante Erhebungen am Übergang zur Elnhausen-Michelbacher Senke, der zum Marburger Rücken überleitet, sind insbesondere der 369,6 m hohe Donnerberg im östlichen Süden, der hiervon nordöstliche, ausgeprägt asymmetrisch-kuppige Auersberg (gut 390 m) und der pyramidal-flachkuppige Hungert (411,5 m) im Nordosten. Am 260 m hohen Sattel zwischen Hungert und den westlichen Ausläufern des 370 m hohen Vogelheerd befindet sich der eigentliche Korridor zum Marburger Rücken.
Ganz im Norden finden sich, direkt am Lahntal, einige in sich eigenständige Kuppen, die Höhen von etwas über 400 m erreichen. So etwa der 412,8 m hohe, von der Form her eher an eine Halde erinnernde Feiselberg nordwestlich von Caldern, der sich nordwestlich anschließende etwa 445 m hohe Roßberg und, im äußersten Nordwesten, schließlich der 402,5 m hohe Hohenfels, auf dem sich die Burgruine Hohenfels befindet.

## Berge nach Höhenzügen
Die Damshäuser Kuppen lassen sich nach Bewaldung und Höhenzügen in 4 Gruppen aufteilen:

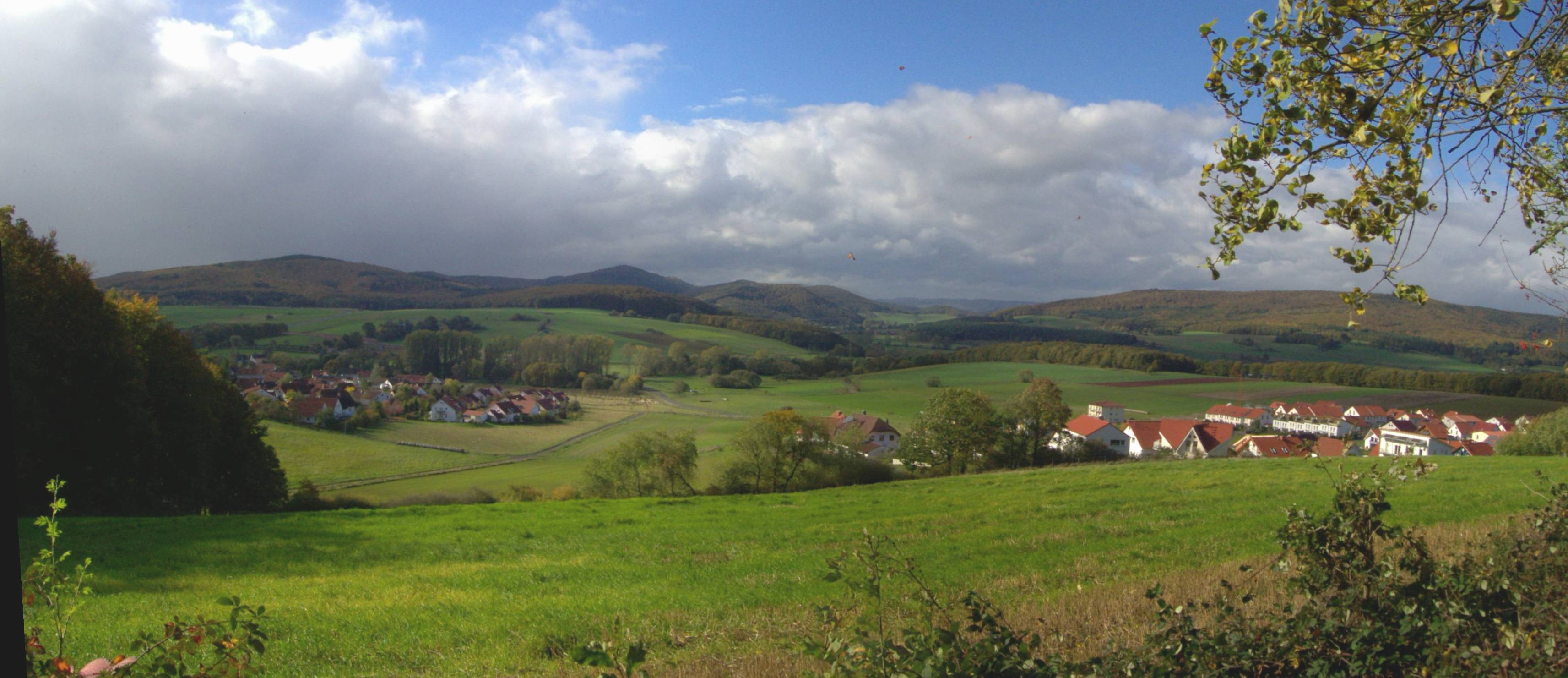
Blick vom Marburger Rücken bei Michelbach auf die nordöstlichen Damshäuser Kuppen (von links:) Hungert, Rimberg, Feiselberg (zweigipfelig,) und Roßberg (ca.). Der breite, ca. 474 m hohe Wollenberg (rechts) ist der östlichste Ausläufer des Rothaargebirges, das sich jenseits der Lahn anschließt.

### Rimberg-Gruppe

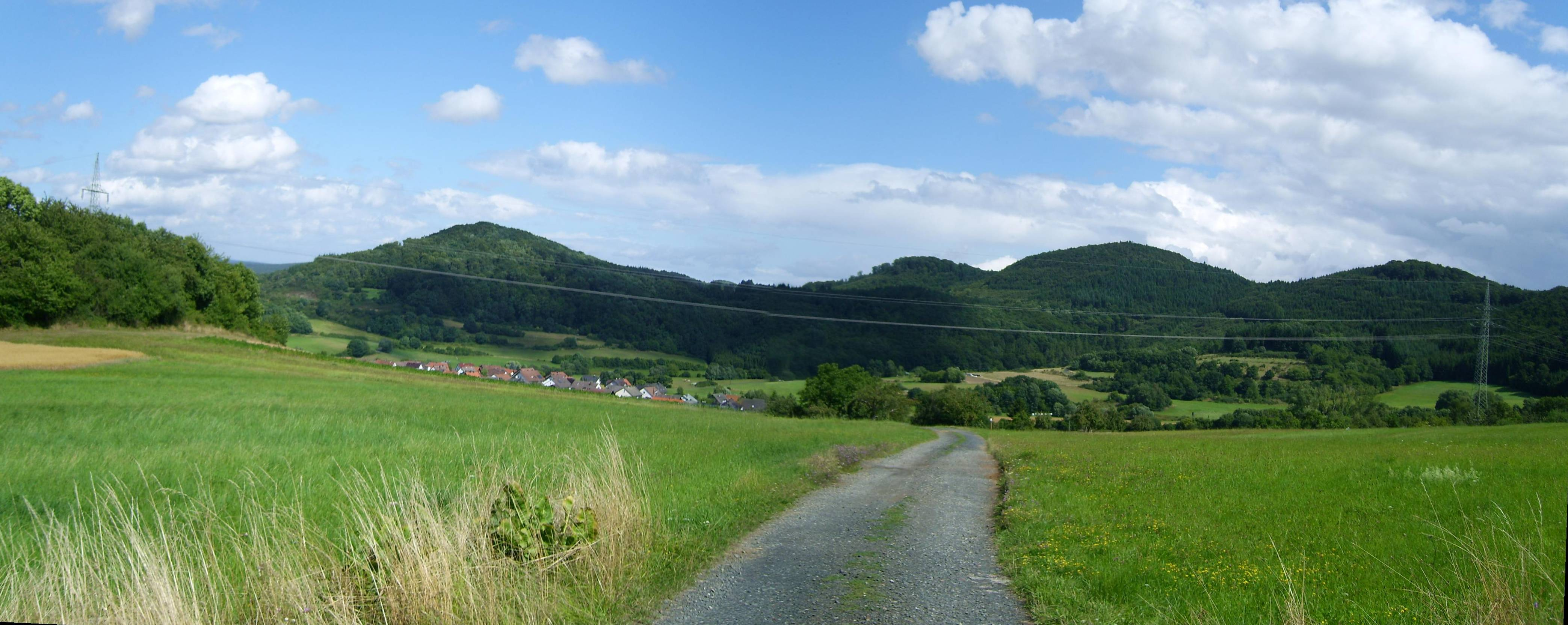
Die hohe Kappe (rechts der Mitte) und ihre Ableger Treisberg (links), Ehlenholz (ca., Mitte) und Hohe Höll (rechts); im Vordergrund Allendorf am hohen Hohenfels (mit Burgruine Hohenfels), der sich links des Treisberges anschlösse.

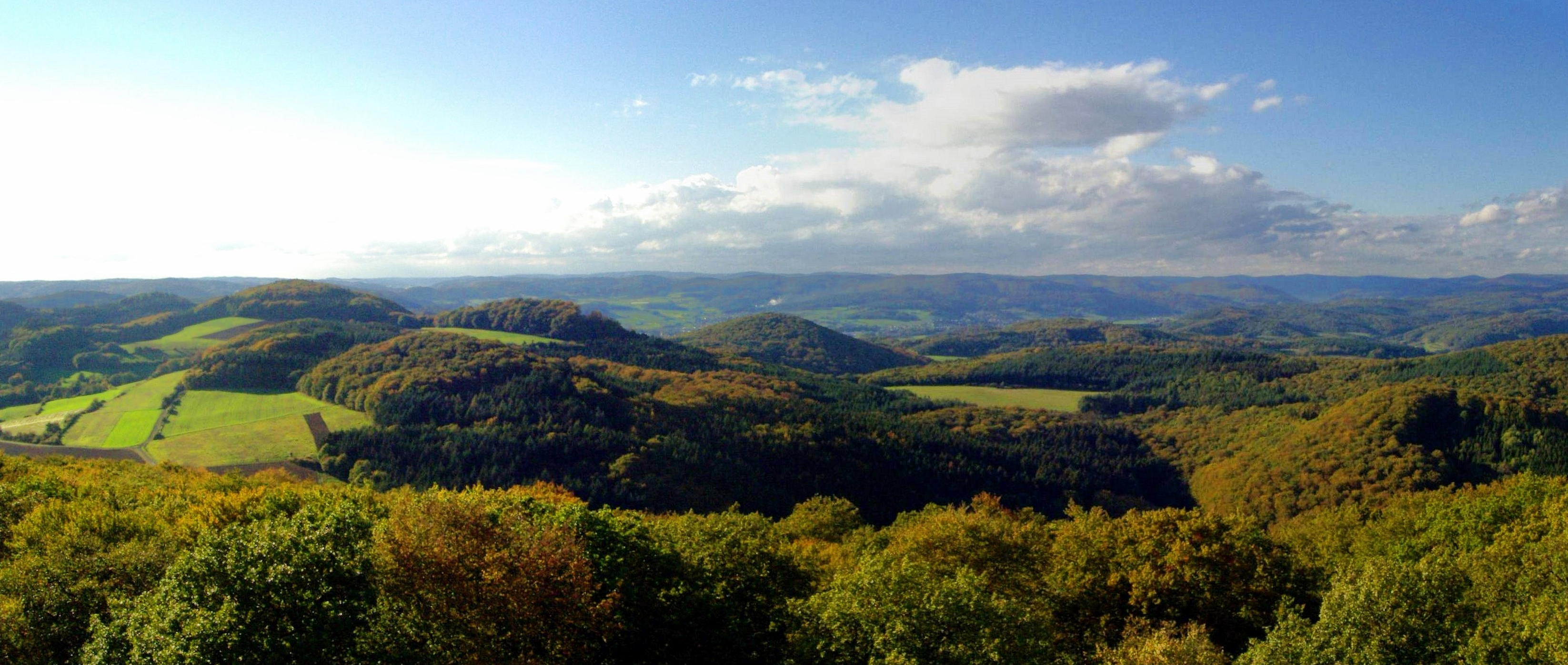
Blick vom Rimberg auf die zentralen Damshäuser Kuppen mit Schweinskopf, Hoher Höll, Kappe, Ehlenholz und Treisberg (linke Bildhälfte, vlnr.)

Die Rodungen von Damshausen im Westen und die von Dilschhausen (Südosten) und Caldern (Nordosten) – letztere durch die Landesstraße 3288 verbunden – trennen einen durchgängig bewaldeten, vom 497,1 m hohen Rimberg dominierten Höhenzug ab, der nach Norden bis ins Lahntal reicht und im nördlichen Westen in die Ableger der Kappe (493,5 m) übergeht.
Während die nördlichsten Kuppen dieses Gebietes, vor allem Feiselberg und Roßberg nebst Rückspiegel, sehr kuppig und in sich noch recht eigenständig sind, werden die Gipfel, die sich südlich an den Rimberg anschließen, merklich flacher
Von Norden nach Süden folgen aufeinander:
- Feiselberg (412,8 m) – Nordosten
- Rimberg (497,1 m)
- Störner (ca. 411 m)
- Bernhardt (386 m)
- Alte Kirch (373,8 m)

Während der haldenförmige Feiselberg im Nordosten noch merklich eigenständig ist (Scharte minimal über 350 m, also um 61 m Prominenz), beträgt die Prominenz des Störner unter 30 m, die des Bernhardt um 44 m.
Die Alte Kirch fällt etwas heraus, da sie durch den Waltersbach abgetrennt ist. Sie erreicht man auf der Wasserscheide zwischen Damsbach bzw. Ohe und Waltersbach über die inselartig bewaldete, von Feldern umgebene
- Hardt (396,5 m) südlich Damshausens, deren Scharte zum Rimberg auf etwa 333 m liegt. Die Scharte zwischen Hardt und Alter Kirch liegt auf etwa 318 m.

### Kappe-Gruppe

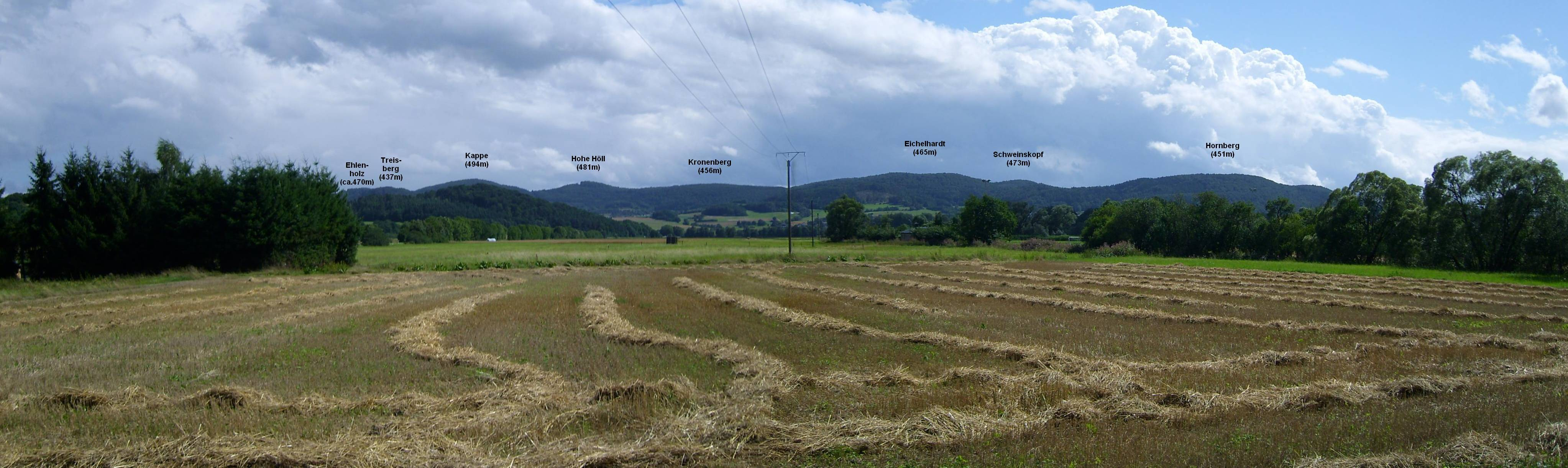
Blick auf die nordwestlichen Damshäuser Kuppen mit (vrnl.) Hornberg (ca.), Schweinskopf (ca., teils verdeckt), Eichelhardt, Kronenberg (ca.), Hohe Höll und Kappe (teils verdeckt)

Die Kuppen um die 493,5 m hohe Kappe sind im Norden durch den Kernbach, zwischen Rimberg und Kappe durch eine Scharte auf etwa 408 m und im Süden durch Damsbach und Ohe von den östlichen Nachbarbergen abgetrennt.
Von Nordwest nach Südost folgen aufeinander:
- Hohenfels (402,5 m) – mit Burgruine Hohenfels
- Treisberg (436,8 m)
- Kappe (493,5 m)

Die Scharte zwischen Hohenfels und Treisberg liegt auf etwa 335 m, die zwischen Treisberg und Kappe auf etwa 375 m, weshalb alle drei Berge als hinreichend eigenständig betrachtet werden können. Auf der Linie dieser Kuppenrteihe liegt, in einiger Entfernung, auch die Hardt (siehe Rimberg-Gruppe).
Die Kappe liegt allerdings auch auf einer Kuppenreihe von Nordost nach Südwest:
- Rückspiegel (337,6 m) – Roßberg-Nordostableger
- Roßberg (ca. 445 m)
- Ehlenholz (gut 460 m)
- Kappe (493,5 m)
  - nach Südosten abzweigend: Zimmerst (440,5 m)
- Hohe Höll (471,1 m)
  - nach Südosten abzweigend: Bauerst (über 460 m)
- Kronenberg (ca. 454 m)

Hierbei ist der Roßberg durch knapp 2 km Entfernung zur Kappe und eine Scharte auf 385 m deutlich von der Reihe weiter südwestlich abgesetzt, deren Kuppen nur jeweils etwa einen halben Kilometer Abstand haben. Die Scharte der Hohen Höll liegt auf etwa 437 m. Ehlenholz und Zimmerst haben Schartenhöhen unter 20 m, Kronenberg und Bauerst von um 20 m. Da der Bauerst fast die Höhe der nur 350 m entfernten Hohen Höll erreicht, bildet er mit ihr von (Nord-)Osten aus gesehen eine Doppelkuppe.

### Westliche Kuppen

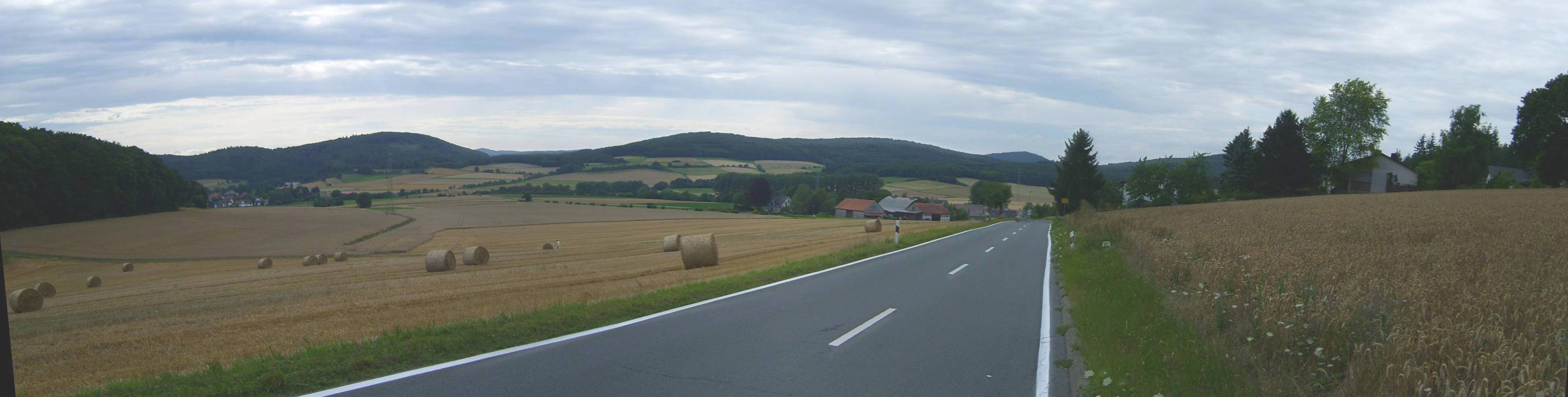
Der äußerste Nordosten der Damshäuser Kuppen mit Auersberg (gut, links), Stackelberg (ca.) und Koppe (Mitte) und Hungert (rechts, teils verdeckt). In hinterer Reihe erkennt man unmittelbar oberhalb der Straße den Rimberg. Im Vordergrund Dagobertshausen, links hinten Elnhausen

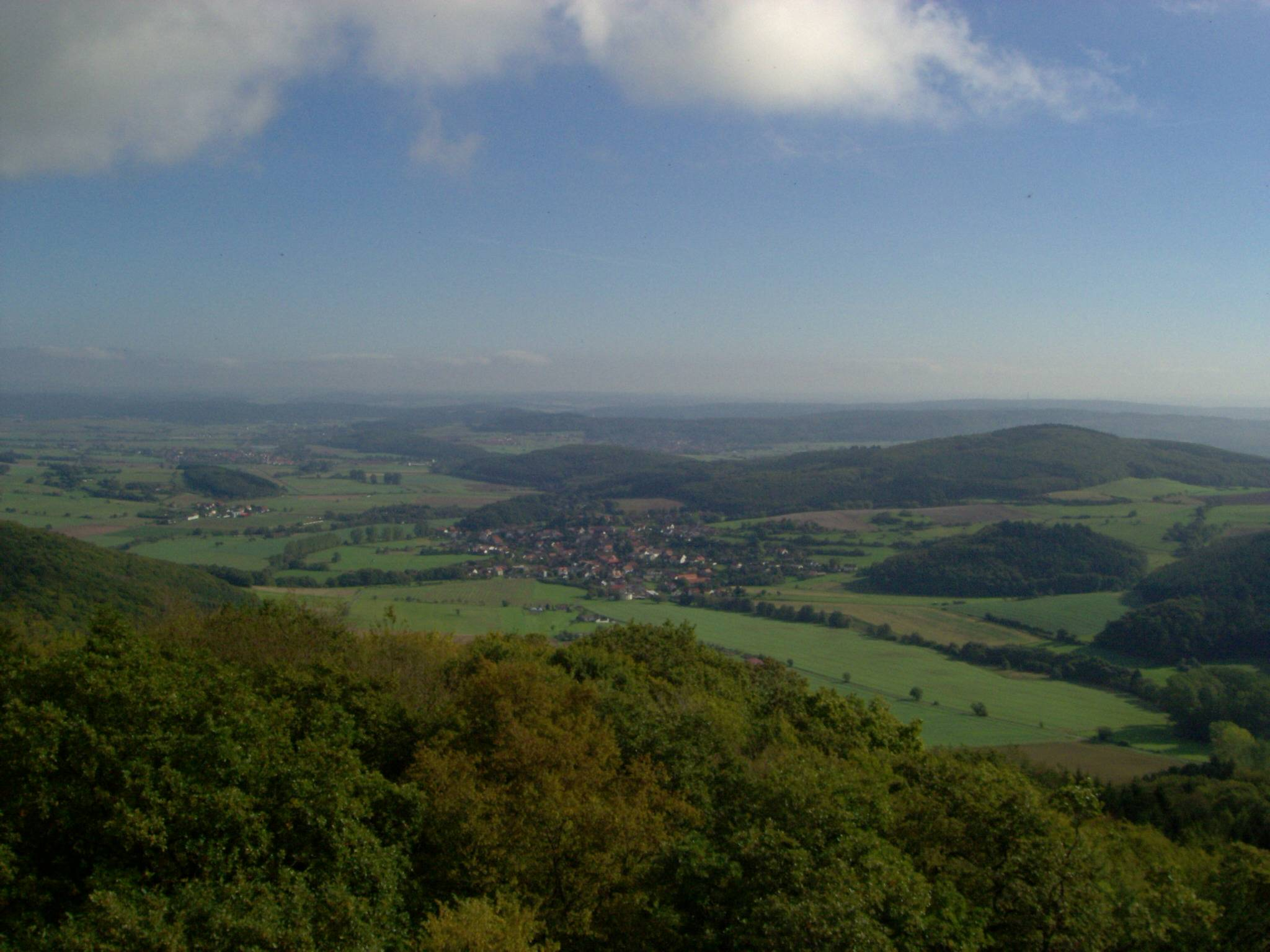
An Nahtlinie zum Marburger Rücken: Blick vom Rimberg auf Lahntal-Caldern und den hohen Hungert.

Die westlichen Damshäuser Kuppen werden durch die Kreisstraße Friedensdorf–Weitershausen, die ab Damshausen der Ohe folgt, abgetrennt. Die Scharte zur Kappe-Gruppe liegt an dieser Straße auf etwa 415 m.
Eichelhardt und Hornberg, die sich westlich an die Ableger der Kappe anschließen, haben eher Bergrücken- denn Kuppenform. Auch die Erhebungen im Süden und Osten der Bewaldung haben eine deutlich weniger ausgeprägte Kuppenform als z. B. Rimberg oder Kappe. Lediglich der Schweinskopf bildet eine Ausnahme.
Von Nordwesten nach Südosten und schließlich nach Südwesten folgen aufeinander:
- Hornberg (ca. 451 m) – westlicher Norden
- Eichelhardt (465,3 m) – östlicher Norden
- Schweinskopf (ca. 473 m)
- Streichenberg (456,4 m) – Osten
- Dusenberg-Untergruppe
  - Lämpberg (deutlich über 450 m)
    - Wilkenberg (ca. 421 m) – Südostausläufer
    - Kaltenberg (gut 450 m) – Nordwestausläufer

  - Dusenberg (456,7 m) – Südwesten

Der Hornberg ist durch eine vergleichsweise tiefe Scharte (um 385 m) von den Nachbarbergen getrennt, während die zwischen Eichelhardt und Schweinskopf nur knapp unter 430 m liegt. Der Streichenberg wird durch zwei etwa 415 m hohe Scharten von den Nachbarbergen getrennt, die Scharte zwischen Lämpberg und Dusenberg liegt knapp unter 430 m. Nach Süden in Richtung Bellnhausen flachen die Höhen eher allmählich ab.

### Östliche Randkuppen
Im östlichen Übergang der Kuppen in die Elnhausen-Michelbacher Senke und im südlichen ins Salzbödetal zieht sich ein schmaler, bewaldeter Streifen vom pyramidalen Hungert bei Caldern über den markant unsymmetrisch kuppigen Auersberg westlich Elnhausens bis zum Donnerberg und schließlich zum Gladenbacher Kirchberg (362,3 m) im äußersten Süden, der bereits zum Naturraum Salzbödetal gezählt wird. Westlich dieses Streifens liegt ein von Dilschhausen über Nesselbrunn bis Frohnhausen bei Gladenbach durchgängig gerodeter Streifen. Lediglich im Norden, unmittelbar beim Hungert, beschränkt sich die Rodung auf die Landesstraße 3288 zwischen Caldern und Dilschhausen.
Von Nord(ost) nach Süd(west) folgen aufeinander:
- Hungert (411,5 m)
- Koppe (385,4 m)
- Stackelberg (ca. 366 m)
- Auersberg (gut 390 m)
- Gansei (ca. 357 m)
- Allersberg (349,5 m)
- Donnerberg (369,6 m)
- Gladenbacher Kirchberg (362,3 m) – äußerster Süden, bereits im Naturraum Salzbödetal

Bei Koppe und Stackelberg sowie bei Allersberg und Donnerberg handelt es sich ob einer Prominenz des je Niedrigeren von jeweils unter 20 m letztlich um mehrere Gipfel eines Bergs. Die Scharte des Gansei zu Allersberg und Donnersberg ist bei einer Prominenz um 30 m ebenfalls nicht sehr stark ausgeprägt.

## Berge nach Absoluthöhe

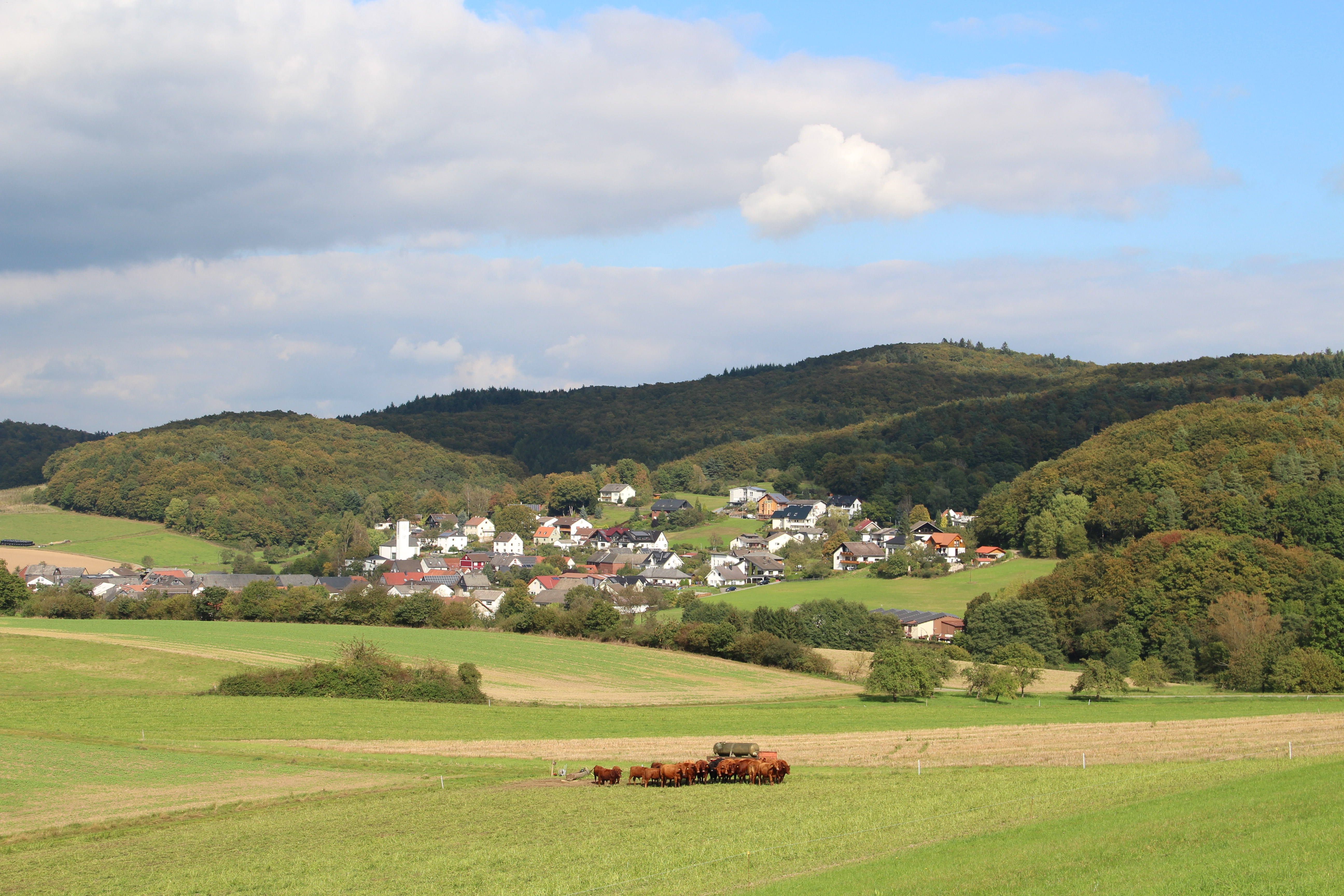
Der Schweinskopf (473 m) vor Herzhausen

- Rimberg (497,1 m) – Nordosten, zwischen Caldern und Damshausen; mit Aussichtsturm
- Kappe (493,5 m) – Norden, nördlich von Damshausen
  - Hohe Höll (471,1 m) – südwestlich der Kappe
  - Ehlenholz (ca. 470 m) – nordöstlich der Kappe
- Schweinskopf (ca. 473 m) – nordöstlich von Dautphetal-Herzhausen im Westen der Kuppen
- Eichelhardt (465,3 m) – südöstlich von Friedensdorf
- Dusenberg (456,7 m) – südlich von Dautphetal-Herzhausen im Südwesten
- Streichenberg (456,4 m) – zentral, südöstlich von Damshausen
- Hornberg (ca. 451 m) – nordwestlichste Kuppe, südwestlich von Dautphetal-Friedensdorf

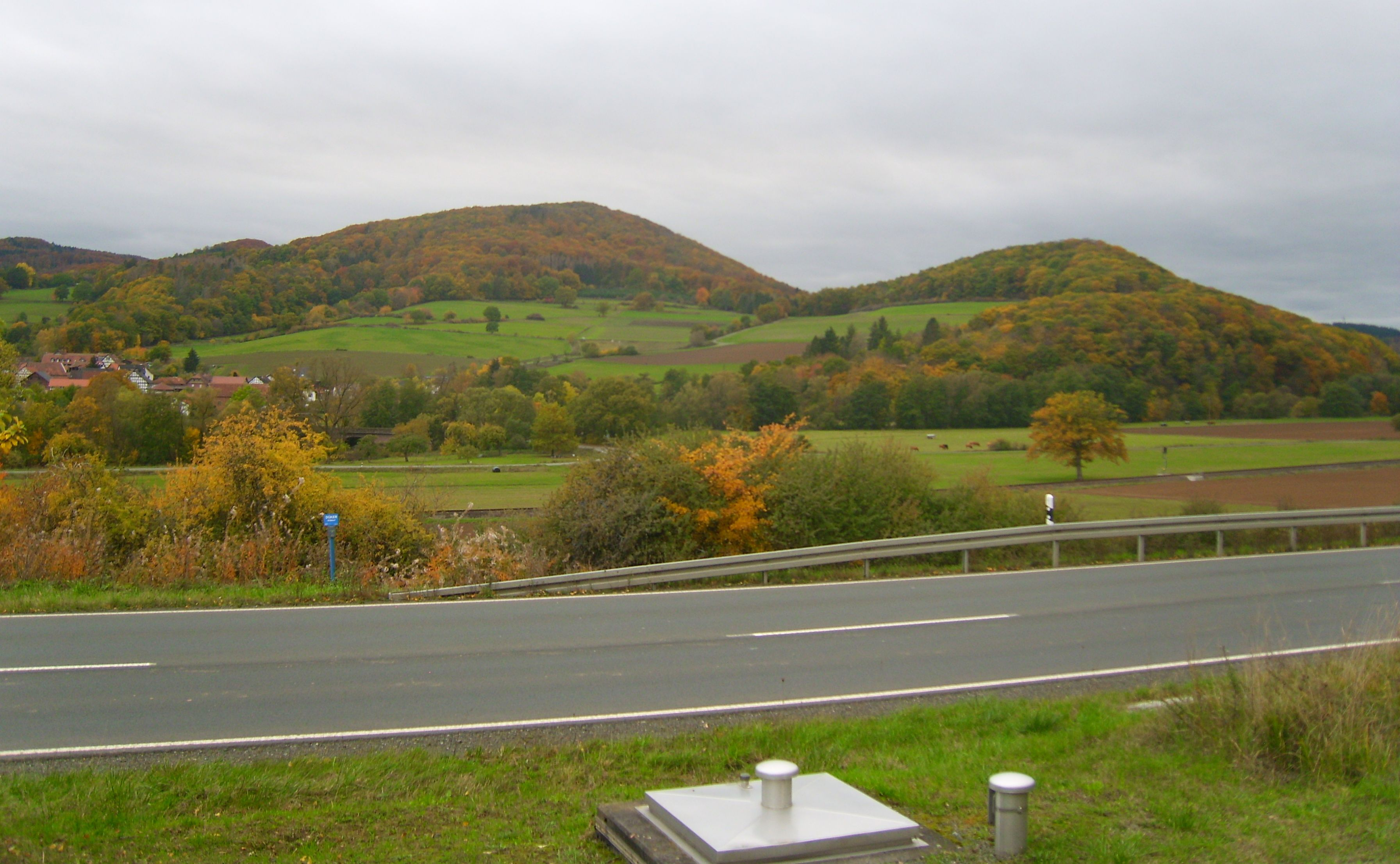
Roßberg (445 m) nebst Rückspiegel (337,6 m, rechts) und Kernbach (links)

- Roßberg (ca. 445 m) – im äußersten Norden zwischen Kernbach und Elmshausen
  - Rückspiegel (337,6 m) – nordöstliche Vorhöhe
- Treisberg (436,8 m) – östlich von Allendorf
- Feiselberg (412,8 m) – auffällig durch die Form einer Halde; östlicher äußerster Norden, nordwestlich von Caldern
- Hungert (411,5 m) – pyramidale, nordöstlichste der Kuppen am Übergang zur Elnhausen-Michelbacher Senke, die zumMarburger Rücken überleitet; südöstlich von Caldern
- Störner (ca. 411 m) – höchste Erhebung Marburgs; Rimberg-Nebengipfel nördlich von Dilschhausen
- Hohenfels (402,5 m) – im westlichen äußersten Norden bei Dautphetal-Allendorf – mit Burgruine Hohenfels
- Hardt (396,5 m) – zentral, zwischen Diedenshausen und Damshausen
- Auersberg (gut 390 m) – östliche Kuppe zwischen den Marburger Ortsteilen Elnhausen und Dilschhausen sowie Weimar-Nesselbrunn

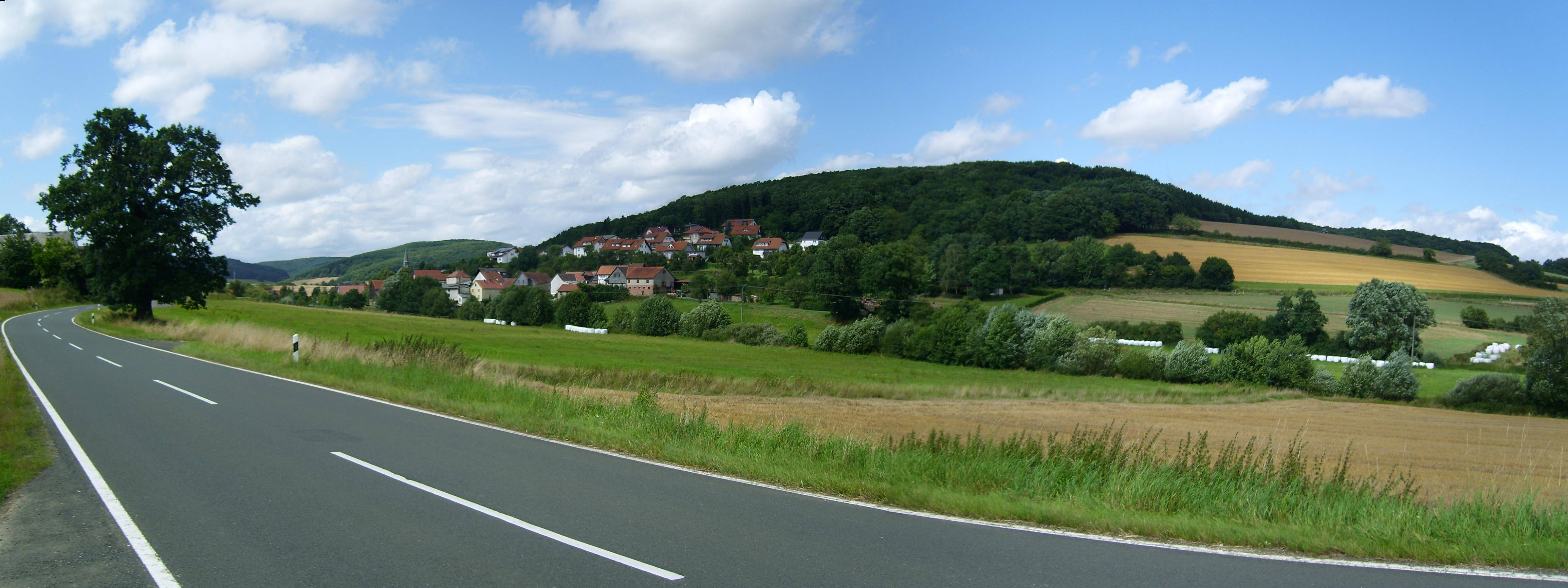
Die Alte Kirch (373,8 m) mit Weitershausen (links). Ganz links eine alte Eiche (Naturdenkmal)

- Alte Kirch (373,8 m) – zentral, „Hausberg“ von Weitershausen
- Koppe (385,4 m) – östliche Randkuppe zwischen Hungert und Auersberg, nordnordöstlich von Dilschhausen
  - Stackelberg (366 m) – südöstlicher Vor-Gipfel
- Donnerberg (369,6 m) – östliche Kuppe im (nicht mehr sehr kuppigen) Süden, nordöstlich von Gladenbach
  - Gansei (ca. 357 m) – nordöstlicher Vor-Gipfel

## Geologie
Trotz ihres deutlich vulkanisch anmutenden Phänotyps stehen nur an einigen herausgehobenen Kuppen (Rimberg, Kappe, Zimmerst [südöstlich der Kappe], Hohenfels, Hornberg, Westhang des Schweinskopfes, Dusenberg/Kuttenberg) sowie an einigen geomorphologisch weniger exponierten Stellen unmittelbar vulkanische Gesteine wie Tholeiitische Metabasalte und Metapikrit, beides metamorphe Gesteine des Unterkarbon, an, wie sie sich auch an aufgesetzten Kuppen der Bottenhorner Hochflächen (z. B. Hünstein–Allberg–Daubhaus) finden.
An den Kuppen, die Rimberg und Kappe zur Lahn hin (Nordosten bis Nordwesten) rahmen (Feiselberg, Roßberg, Treisberg), stehen Tonschiefer, Sandsteine und Quarzite des Mitteldevon an. Dieses Gestein zieht sich vom Treisberg aus über den Kronenberg und den Streichenberg bis zur Südflanke der südlichsten höheren Kuppenreihe, die nach Westen im Dusenberg endet.
Die östlichen Randkuppen  mit (von Süd nach Nord) Donnerberg, Auersberg, Koppe und Hungert, die nördlich der Lahn vom Wollenberg fortgesetzt werden, bestehen demgegenüber vor allem aus Tonschiefer, Grauwacke, Konglomerat und Kalkstein der Kulm-Fazies, die für den geologischen Strukturraum der Hörre-Zone typisch sind und am Wollenberg (und damit außerhalb der Damshäuser Kuppen) in sehr harte Gesteine der Kammquarzit-Formation übergehen.
Der überwiegende Teil der Damshäuser Kuppen zählt jedoch, wie auch die Bottenhorner Hochflächen und der Breidenbacher Grund, zum Strukturraum der Dill-Mulde. Dieser beinhaltet nördlich der Lahn auch die Sackpfeifen-Vorhöhen (ohne Wollenberg bzw. von dem nur den Nordwesthang) und endet nach Nordwesten mit der Sackpfeife und ihrer nordöstlichen Verlängerung bis zum Battenberger Riegel bei Battenberg, wo er ans Tal der Eder stößt.

## Vegetation
Die Damshäuser Kuppen sind zu gut der Hälfte bewaldet, wobei die Buche das vorherrschende Gehölz darstellt, doch finden sich auch Fichtenforste. In den gerodeten Tälern, die sich vor allem im Zentrum der Region finden, wird Ackerbau betrieben. Bevorzugte Anbauprodukte sind Kartoffel, Roggen und Weizen.
Der Westen ist etwas kälter und deutlich niederschlagsreicher als der Osten.